# Hamburger Sport-Verein 2010-2011
Questa voce raccoglie le informazioni riguardanti lo Hamburger Sport-Verein nelle competizioni ufficiali della stagione 2010-2011.

## Stagione
Nella stagione 2010-2011 l'Amburgo, allenato da Michael Oenning, concluse il campionato di Bundesliga all'8º posto. In Coppa di Germania l'Amburgo fu eliminato al secondo turno dall'Eintracht Francoforte.

## Rosa
| N. |                                 | Ruolo | Calciatore        |
| -- | ------------------------------- | ----- | ----------------- |
| 45 | Rep. Ceca (bandiera)            | P     | Jaroslav Drobný   |
| 29 | Germania (bandiera)             | P     | Tom Mickel        |
| 1  | Germania (bandiera)             | P     | Frank Rost        |
| 6  | Germania (bandiera)             | D     | Dennis Aogo       |
| 30 | Namibia (bandiera)              | D     | Collin Benjamin   |
| 34 | Bosnia ed Erzegovina (bandiera) | D     | Muhamed Bešić     |
| 20 | Costa d'Avorio (bandiera)       | D     | Guy Demel         |
| 2  | Germania (bandiera)             | D     | Dennis Diekmeier  |
| 7  | Germania (bandiera)             | D     | Marcell Jansen    |
| 5  | Paesi Bassi (bandiera)          | D     | Joris Mathijsen   |
| 19 | Germania (bandiera)             | D     | Lennard Sowah     |
| 33 | Rep. Ceca (bandiera)            | D     | Miroslav Štěpánek |
| 4  | Germania (bandiera)             | D     | Heiko Westermann  |
| 36 | Germania (bandiera)             | C     | Hanno Behrens     |
| 31 | Tunisia (bandiera)              | C     | Änis Ben-Hatira   |
| 18 | Paesi Bassi (bandiera)          | C     | Romeo Castelen    |

| N. |                          | Ruolo | Calciatore               |
| -- | ------------------------ | ----- | ------------------------ |
| 24 | Germania (bandiera)      | C     | Christian Groß           |
| 14 | Rep. Ceca (bandiera)     | C     | David Jarolím            |
| 44 | Serbia (bandiera)        | C     | Gojko Kačar              |
| 21 | Burkina Faso (bandiera)  | C     | Jonathan Pitroipa        |
| 25 | Venezuela (bandiera)     | C     | Tomás Rincón             |
| 13 | Germania (bandiera)      | C     | Robert Tesche            |
| 15 | Germania (bandiera)      | C     | Piotr Trochowski         |
| 8  | Brasile (bandiera)       | C     | Zé Roberto               |
| 17 | Camerun (bandiera)       | A     | Eric Maxim Choupo-Moting |
| 11 | Paesi Bassi (bandiera)   | A     | Eljero Elia              |
| 9  | Perù (bandiera)          | A     | Paolo Guerrero           |
| 10 | Croazia (bandiera)       | A     | Mladen Petrić            |
| 40 | Corea del Sud (bandiera) | A     | Son Heung-min            |
| 35 | Turchia (bandiera)       | A     | Tunay Torun              |
| 22 | Paesi Bassi (bandiera)   | A     | Ruud van Nistelrooij     |

## Organigramma societario
Area tecnica
- Allenatore: Michael Oenning
- Allenatore in seconda: Rodolfo Cardoso
- Preparatore dei portieri: Ronny Teuber
- Preparatori atletici: Günter Kern

## Risultati

### Bundesliga

#### Girone di andata
| Arbitro: | Stark |

|                          |           |            |
| van Nistelrooij 46’, 83’ | Marcatori | 80’ Farfán |

| Arbitro: | Zwayer |

|          |           |                                                |
| Ochs 37’ | Marcatori | 61’ Mathijsen 81’ van Nistelrooij 89’ Guerrero |

| Arbitro: | Wingenbach |

|               |           |                   |
| Mathijsen 61’ | Marcatori | 82’ (rig.) Pinola |

| Arbitro: | Meyer |

|          |           |            |
| Boll 77’ | Marcatori | 88’ Petrić |

| Arbitro: | Perl |

|                   |           |                            |
| Choupo-Moting 27’ | Marcatori | 15’ Džeko 71’, 78’ Grafite |

| Arbitro: | Kinhöfer |

|                                   |           |                                  |
| Demel 25’ (aut.) Almeida 28’, 85’ | Marcatori | 59’ van Nistelrooij 63’ Pitroipa |

| Arbitro: | Winkmann |

|                             |           |          |
| Kačar 69’ Choupo-Moting 84’ | Marcatori | 3’ Lakić |

| Arbitro: | Brych |

|  |           |              |
|  | Marcatori | 89’ Guerrero |

| Amburgo 22 ottobre 2010, ore 20:30 CEST 9ª giornata | Amburgo | 0 – 0 referto | Bayern Monaco | Imtech Arena (57 000 spett.)\| Arbitro: \| Gräfe \| |
| Arbitro:                                            | Gräfe   |               |               |                                                     |

| Arbitro: | Rafati |

|                         |           |                    |
| Novakovič 11’, 29’, 84’ | Marcatori | 15’ Petrić 24’ Son |

| Arbitro: | Perl |

|                           |           |                     |
| Westermann 45’ Petrić 83’ | Marcatori | 6’ (rig.) Salihović |

| Arbitro: | Aytekin |

|                        |           |  |
| Kagawa 49’ Barrios 70’ | Marcatori |  |

| Arbitro: | Drees |

|                                 |           |              |
| Stindl 31’ Schulz 58’ Hanke 90’ | Marcatori | 40’, 54’ Son |

| Arbitro: | Stark |

|                                                           |           |                       |
| Trochowski 3’ Pitroipa 29’ Petrić 36’ van Nistelrooij 60’ | Marcatori | 9’ Marica 46’ Gentner |

| Arbitro: | Welz |

|          |           |  |
| Cissé 3’ | Marcatori |  |

| Arbitro: | Zwayer |

|                           |           |                                    |
| Vidal 49’ (aut.) Elia 79’ | Marcatori | 30’ Sam 61’ Vidal 66’, 78’ Augusto |

| Arbitro: | Perl |

|                |           |                         |
| De Camargo 48’ | Marcatori | 46’ Elia 72’ Trochowski |

#### Girone di ritorno
| Arbitro: | Kircher |

|  |           |                     |
|  | Marcatori | 53’ van Nistelrooij |

| Arbitro: | Stark |

|            |           |  |
| Petrić 65’ | Marcatori |  |

| Arbitro: | Welz |

|                             |           |  |
| Simons 59’ (rig.) Cohen 70’ | Marcatori |  |

| Arbitro: | Fritz |

|  |           |                   |
|  | Marcatori | 33’ (rig.) Petrić |

| Arbitro: | Perl |

|  |           |             |
|  | Marcatori | 59’ Asamoah |

| Arbitro: | Meyer |

|                                             |           |  |
| Petrić 42’ Guerrero 64’, 79’ Ben-Hatira 87’ | Marcatori |  |

| Arbitro: | Brych |

|             |           |            |
| Hloušek 18’ | Marcatori | 54’ Jansen |

| Arbitro: | Rafati |

|                       |           |                                        |
| Jansen 17’ Petrić 59’ | Marcatori | 56’, 82’ Schürrle 61’ Risse 88’ Heller |

| Arbitro: | Weiner |

|                                                                  |           |  |
| Robben 40’, 47’, 55’ Ribéry 64’ Müller 79’ Westermann 85’ (aut.) | Marcatori |  |

| Arbitro: | Hartmann |

|                                                                  |           |                         |
| Petrić 11’, 38’, 43’ Ben-Hatira 31’ Kačar 51’ Roberto 57’ (rig.) | Marcatori | 50’ Jajalo 62’ Podolski |

| Sinsheim 2 aprile 2011, ore 18:30 CEST 28ª giornata | Hoffenheim | 0 – 0 referto | Amburgo | Rhein-Neckar-Arena (30 150 spett.)\| Arbitro: \| Welz \| |
| Arbitro:                                            | Welz       |               |         |                                                          |

| Arbitro: | Gagelmann |

|                            |           |                    |
| van Nistelrooij 39’ (rig.) | Marcatori | 90’ Błaszczykowski |

| Amburgo 16 aprile 2011, ore 15:30 CEST 30ª giornata | Amburgo | 0 – 0 referto | Hannover 96 | Imtech Arena (57 000 spett.)\| Arbitro: \| Dingert \| |
| Arbitro:                                            | Dingert |               |             |                                                       |

| Arbitro: | Kinhöfer |

|                           |           |  |
| Cacau 6’, 88’ Gentner 78’ | Marcatori |  |

| Arbitro: | Winkmann |

|  |           |                |
|  | Marcatori | 16’, 88’ Cissé |

| Arbitro: | Welz |

|              |           |               |
| Kießling 54’ | Marcatori | 2’ Westermann |

| Arbitro: | Gräfe |

|                |           |            |
| Ben-Hatira 71’ | Marcatori | 41’ Arango |

### Coppa di Germania
| Arbitro: | Gräfe |

|            |           |                                                        |
| Pankau 43’ | Marcatori | 34’, 65’, 67’ van Nistelrooij 53’ Guerrero 81’ Jarolím |

| Arbitro: | Meyer |

|                                                                |           |                 |
| Caio 13’ Gkekas 21’, 45’ Petrić 65’ (aut.) Altıntop 87’ (rig.) | Marcatori | 23’, 66’ Petrić |

## Statistiche

### Statistiche di squadra
| Competizione      | Punti | In casa | In casa | In casa | In casa | In casa | In casa | In trasferta | In trasferta | In trasferta | In trasferta | In trasferta | In trasferta | Totale | Totale | Totale | Totale | Totale | Totale | DR |
| Competizione      | Punti | G       | V       | N       | P       | Gf      | Gs      | G            | V            | N            | P            | Gf           | Gs           | G      | V      | N      | P      | Gf     | Gs     | DR |
| ----------------- | ----- | ------- | ------- | ------- | ------- | ------- | ------- | ------------ | ------------ | ------------ | ------------ | ------------ | ------------ | ------ | ------ | ------ | ------ | ------ | ------ | -- |
| Bundesliga        | 45    | 17      | 7       | 5       | 5       | 29      | 24      | 17           | 5            | 4            | 8            | 17           | 28           | 34     | 12     | 9      | 13     | 46     | 52     | -6 |
| Coppa di Germania | -     | 0       | 0       | 0       | 0       | 0       | 0       | 2            | 1            | 0            | 1            | 7            | 6            | 2      | 1      | 0      | 1      | 7      | 6      | +1 |
| Totale            | -     | 17      | 7       | 5       | 5       | 29      | 24      | 19           | 6            | 4            | 9            | 24           | 34           | 36     | 13     | 9      | 14     | 53     | 58     | -5 |

### Andamento in campionato
| Giornata  | 1 | 2 | 3 | 4 | 5 | 6 | 7 | 8 | 9 | 10 | 11 | 12 | 13 | 14 | 15 | 16 | 17 | 18 | 19 | 20 | 21 | 22 | 23 | 24 | 25 | 26 | 27 | 28 | 29 | 30 | 31 | 32 | 33 | 34 |
| --------- | - | - | - | - | - | - | - | - | - | -- | -- | -- | -- | -- | -- | -- | -- | -- | -- | -- | -- | -- | -- | -- | -- | -- | -- | -- | -- | -- | -- | -- | -- | -- |
| Luogo     | C | T | C | T | C | T | C | T | C | T  | C  | T  | T  | C  | T  | C  | T  | T  | C  | T  | T  | C  | C  | T  | C  | T  | C  | T  | C  | C  | T  | C  | T  | C  |
| Risultato | V | V | N | N | P | P | V | V | N | P  | V  | P  | P  | V  | P  | P  | V  | V  | V  | P  | V  | P  | V  | N  | P  | P  | V  | N  | N  | N  | P  | P  | N  | N  |
| Posizione | 6 | 4 | 3 | 5 | 6 | 8 | 7 | 5 | 6 | 8  | 6  | 9  | 9  | 7  | 9  | 9  | 9  | 7  | 6  | 7  | 8  | 7  | 7  | 6  | 7  | 8  | 7  | 7  | 7  | 7  | 7  | 8  | 7  | 8  |

Legenda:

Luogo: C = Casa; T = Trasferta. Risultato: V = Vittoria; N = Pareggio; P = Sconfitta.

### Statistiche dei giocatori
| Giocatore          | Bundesliga | Bundesliga | Bundesliga  | Bundesliga | Coppa di Germania | Coppa di Germania | Coppa di Germania | Coppa di Germania | Totale   | Totale | Totale      | Totale     |
| Giocatore          | Presenze   | Reti       | Ammonizioni | Espulsioni | Presenze          | Reti              | Ammonizioni       | Espulsioni        | Presenze | Reti   | Ammonizioni | Espulsioni |
| ------------------ | ---------- | ---------- | ----------- | ---------- | ----------------- | ----------------- | ----------------- | ----------------- | -------- | ------ | ----------- | ---------- |
| J. Drobný          | 5          | 0          | 0           | 0          | 1                 | 0                 | 0                 | 0                 | 6        | 0      | 0           | 0          |
| T. Mickel          | -          | -          | -           | -          | -                 | -                 | -                 | -                 | -        | -      | -           | -          |
| F. Rost            | 30         | 0          | 1           | 0          | 1                 | 0                 | 0                 | 0                 | 31       | 0      | 1           | 0          |
| D. Aogo            | 20         | 0          | 3           | 0          | -                 | -                 | -                 | -                 | 20       | 0      | 3           | 0          |
| C. Benjamin        | 8          | 0          | 1           | 0          | -                 | -                 | -                 | -                 | 8        | 0      | 1           | 0          |
| M. Bešić           | 3          | 0          | 0           | 0          | -                 | -                 | -                 | -                 | 3        | 0      | 0           | 0          |
| G. Demel           | 21         | 0          | 2           | 0          | 2                 | 0                 | 0                 | 0                 | 23       | 0      | 2           | 0          |
| D. Diekmeier       | 8          | 0          | 1           | 0          | -                 | -                 | -                 | -                 | 8        | 0      | 1           | 0          |
| M. Jansen          | 16         | 2          | 1           | 0          | 1                 | 0                 | 0                 | 0                 | 17       | 2      | 1           | 0          |
| J. Mathijsen       | 19         | 2          | 4           | 0          | 2                 | 0                 | 0                 | 0                 | 21       | 2      | 4           | 0          |
| L. Sowah           | -          | -          | -           | -          | -                 | -                 | -                 | -                 | -        | -      | -           | -          |
| M. Štěpánek        | -          | -          | -           | -          | -                 | -                 | -                 | -                 | -        | -      | -           | -          |
| H. Westermann      | 34         | 2          | 4           | 0          | 2                 | 0                 | 0                 | 0                 | 36       | 2      | 4           | 0          |
| H. Behrens         | -          | -          | -           | -          | -                 | -                 | -                 | -                 | -        | -      | -           | -          |
| Ä. Ben-Hatira      | 18         | 3          | 1           | 1          | -                 | -                 | -                 | -                 | 18       | 3      | 1           | 1          |
| R. Castelen        | -          | -          | -           | -          | -                 | -                 | -                 | -                 | -        | -      | -           | -          |
| C. Groß            | -          | -          | -           | -          | -                 | -                 | -                 | -                 | -        | -      | -           | -          |
| D. Jarolím         | 24         | 0          | 10          | 0          | 1                 | 1                 | 0                 | 0                 | 25       | 1      | 10          | 0          |
| G. Kačar           | 23         | 2          | 2           | 1          | -                 | -                 | -                 | -                 | 23       | 2      | 2           | 1          |
| J. Pitroipa        | 26         | 2          | 1           | 0          | 2                 | 0                 | 0                 | 0                 | 28       | 2      | 1           | 0          |
| T. Rincón          | 19         | 0          | 2           | 0          | 2                 | 0                 | 1                 | 0                 | 21       | 0      | 3           | 0          |
| R. Tesche          | 11         | 0          | 0           | 0          | 1                 | 0                 | 0                 | 0                 | 12       | 0      | 0           | 0          |
| P. Trochowski      | 21         | 2          | 2           | 0          | 1                 | 0                 | 0                 | 0                 | 22       | 2      | 2           | 0          |
| Z. Roberto         | 31         | 1          | 5           | 0          | 2                 | 0                 | 0                 | 0                 | 33       | 1      | 5           | 0          |
| E. Choupo-Moting   | 10         | 2          | 1           | 0          | 2                 | 0                 | 0                 | 0                 | 12       | 2      | 1           | 0          |
| E. Elia            | 24         | 2          | 1           | 0          | 1                 | 0                 | 0                 | 0                 | 25       | 2      | 1           | 0          |
| P. Guerrero        | 25         | 4          | 4           | 0          | 2                 | 1                 | 0                 | 0                 | 27       | 5      | 4           | 0          |
| M. Petrić          | 22         | 11         | 1           | 0          | 2                 | 2                 | 0                 | 0                 | 24       | 13     | 1           | 0          |
| H. Son             | 13         | 3          | 1           | 0          | 1                 | 0                 | 0                 | 0                 | 14       | 3      | 1           | 0          |
| T. Torun           | 5          | 0          | 0           | 0          | -                 | -                 | -                 | -                 | 5        | 0      | 0           | 0          |
| R. van Nistelrooij | 25         | 7          | 5           | 0          | 1                 | 3                 | 0                 | 0                 | 26       | 10     | 5           | 0          |